# أيمن زكريا جمعة
أيمن زكريا جمعة (بالإنجليزية: Ayman Zakaria Jomaa)‏ (1 يناير 1980، صيدا، لبنان -) رجل أعمال لبناني في قطاعي الهواتف النقّالة والتكنولوجيا.

## سيرته
هو ابن اللواء زكريا أحمد جمعة، وأمه جولييت الطفيلي. تخرج أيمن في كلية الأعمال بجامعة هارفارد، كما درس في الجامعة الأمريكية في بيروت، ومدرسة رفيق الحريري الثانوية. تزوج من ميساء نبيه بري ابنة نبيه بري، ولديه ثلاثة أبناء جاسم وغالية وحمزة جمعة.
أسس واستثمر في عدد كبير من الشركات الناشئة منذ عام 2003، وهو يحمل الجنسية اللبنانية، وكذلك جنسية الدومينيكان. وخلال دراسته كان ناشطًا في الحركات السياسية للطلاب. بدأ حياته المهنية في الكلية حيث دخل عالم الاتصالات الرقمية والخدمات عبر الإنترنت في عام 1999.
هو مؤسس مجموعة نومبيز ومساهم رئيسي في مجموعة «دابل يو جيمز» ويعمل مديرًا لها، وقد استثمر أيضًا في تطبيق شازام الرائد في مجال الموسيقى في العالم من خلال إحدى شركاته. كما أنه الرئيس التنفيذي لشركة MuzeIt، المالكة لتطبيق Muzeit. أسس مجموعة نومبيز (بالإنجليزية: Numbase group)‏ في يونيو 2007، وهي شركة توفر خدمات مضافة، وتطوّر البرمجيات، وتقدم حلولاً جاهزة ومنتجات لمشغلي شبكات الهاتف المحمول، وخدمات القيمة المضافة. وقد اكتسبت المجموعة خبرة واسعة عبر تحقيق نتائج عالية مستدامة في أكثر من 30 سوقاً عالية المنافسة، وهو المؤسس والمدير التنفيذي لها منذ تأسيسها، كما أسس مجموعة «دابل يو جيمز» (بالإنجليزية: DoubleU Games group)‏ في سبتمبر 2010، وهو المدير التنفيذي لها حتى الآن. وفي 2016 أصبح عضواً في مجلس إدارة TV Shout المتخصص بالمسابقات الرياضية عبر التطبيقات.
يشارك أيمن في الأنشطة الخيرية في لبنان أيضًا.

## في وثائق بنما
أيمن جمعة شريك بشركة في الجزر العذراء البريطانية اسمها Numbase Group Limited والشريك الآخر هي زوجته ميساء بري حسب وثائق بنما. وهو أيضا شريك في شركات أخرى في الجزر العذراء البريطانية ومنها: Muzeit Limited  و Numcall Limited  و Numtone Limited.

## وصلات خارجية
- The Daily star - Muzeit .. A music revolution
- The Telecom review - A new trending music connection